# Lecteur multimédia
Un lecteur multimédia est un périphérique ou une application qui permet de restituer des données visuelles et auditives.
Les données multimédia sont visualisées sur une surface réceptrice (écran, projecteur) et écoutées par des haut-parleurs (enceintes) avec ou sans l'utilisation d'une surface de contrôle (clavier, souris, stylo).

## Logiciel de lecture multimédia
La lecture des données se fait grâce à un logiciel qui fonctionne sur un Compatible PC. Les logiciels de lecture sont les logiciels de lecture simple et les logiciels d'édition : logiciel de montage vidéo, audio, logiciel d'animation, logiciel d effets, logiciel 3D.
Certains sont de vrais gestionnaires de données multimédia permettant d'acheter de fichiers en ligne et de gérer les DRM. D'autres sont capables, grâce à un moteur de recherche local, de cataloguer et organiser ses données comme Phase One Media Pro, Google local search ou Whereisit ; ces logiciels utilisent des players pour visualiser le contenu multimédia et permettent la lecture de métadonnées (IPCT des fichiers images) comme MetadataMiner. Ces gestionnaires sont des GED pour les documents informationnels. Dans le monde audio, les logiciels savent gérer par des playlist sous le format PLS, M3U, XSPF (IDtag,media database).
- BSplayer
- iTunes : gestionnaire multimédia, DRM (qt), lecteur audio, webradio, vidéo, web TV, images
- Jaangle[1]
- JuceVLC[2] : lecteur multimédia basé sur libVLC,  une interface media center.
- Kaffeine
- Kodi (anciennement XBMC Media Center) : interface media center, gestionnaire multimédia, lecteur audio et vidéo, webradio, web TV, images, météo, multilingue dont français. Logiciel libre
- Media Player Classic
- MPlayer
- MX Player
- Quicktime Player : gestionnaire
- Real Player : gestionnaire multimédia DRM?, lecteur audio vidéo
- RM-X Player
- Songbird
- Totem
- The KMPlayer
- VLC media player : lecteur audio, vidéo, web TV, webradio
- Winamp: lecteur radio audio vidéo
- Windows Media Player gestionnaire DRM (WMV, WMA), lecteur audio vidéo
- XBMC Media Center, maintenant renommé Kodi
- PowerDVD
- Xine
- xmplay : gestionnaire audio, webradio, audio

## Protocole de transmission des données
La transmission des données numérisées se fait par modulation sur différents supports conducteurs à l'origine de véritables réseaux. 
Support ondulatoire :
- TV : TDF
- mobile : SFR, Orange, Bouygues
- satellite : Astra, Eutelsat
- radio FM : TDF, Towercast
- WiMAX : Maxtel, Bolloré, Iliad, Free, HDRR, France Télécom, Société du Haut Débit

Support conducteur :
- cuivre : France Télécom
- câble : Numericable

Support optique :
- fibre optique FTTH : Iliad (Free, CitéFibre), Orange

En informatique, les données passent sur l'un des réseaux nommés ci-dessous en se basant sur un protocole compatible IP et l'utilisation d'un lecteur compatible avec le fichier ou son flux (serveur) :
- streaming : UPnP ou SHOUTcast. Ils possèdent souvent des connecteurs permettant l'accès à des périphériques de stockage (disque dur, clé USB, carte SD, CompactFlash, etc.) ;
- internet : HTTP.